# Анна Клевська (1552—1632)
Анна Клевська (нім. Anna von Kleve), повне ім'я Анна Юліх-Клеве-Берзька (нім. Anna von Jülich-Kleve-Berg), також Анна фон дер Марк-Клеве (нім. Anna von der Mark-Kleve; 1 березня 1552 — 16 жовтня 1632) — принцеса Юліх-Клеве-Берзька з дому Ла Марків, донька герцога Юліх-Клеве-Бергу Вільгельма Багатого та ерцгерцогині Австрійської Марії, дружина пфальцграфа та герцога Нойбургу Філіпа Людвіга.

## Біографія

### Дитинство та юність
Народилась 1 березня 1552 року у Клеве другою дитиною та другою донькою в родині герцога Юліх-Клеве-Бергу Вільгельма Багатого та його другої дружини Марії Австрійської. Мала старшу сестру Марію Елеонору. Згодом сімейство поповнилося п'ятьма молодшими дітьми.
Виросла у Дюссельдорфському замку. Також сім'я мала мисливський замок Гамбах на східному краю Пфальцького лісу. Час від часу відвідували замки Юліху та Клеве. Принцеси виховувались у дусі протестантизму неодруженою тіткою Амалією, сестрою батька. Загалом при дворі, як і у всьому герцогстві, панувала атмосфера ліберального католицизму. Виключенням став закон про вигнання з країни євреїв у 1554 році.
Анна, як і її сестри, через привілеї, надані донькам Вільгельма Багатого імператором Карлом V щодо можливості подальшого успадкування земель, вважалася вигідною партією.

### Шлюбне життя

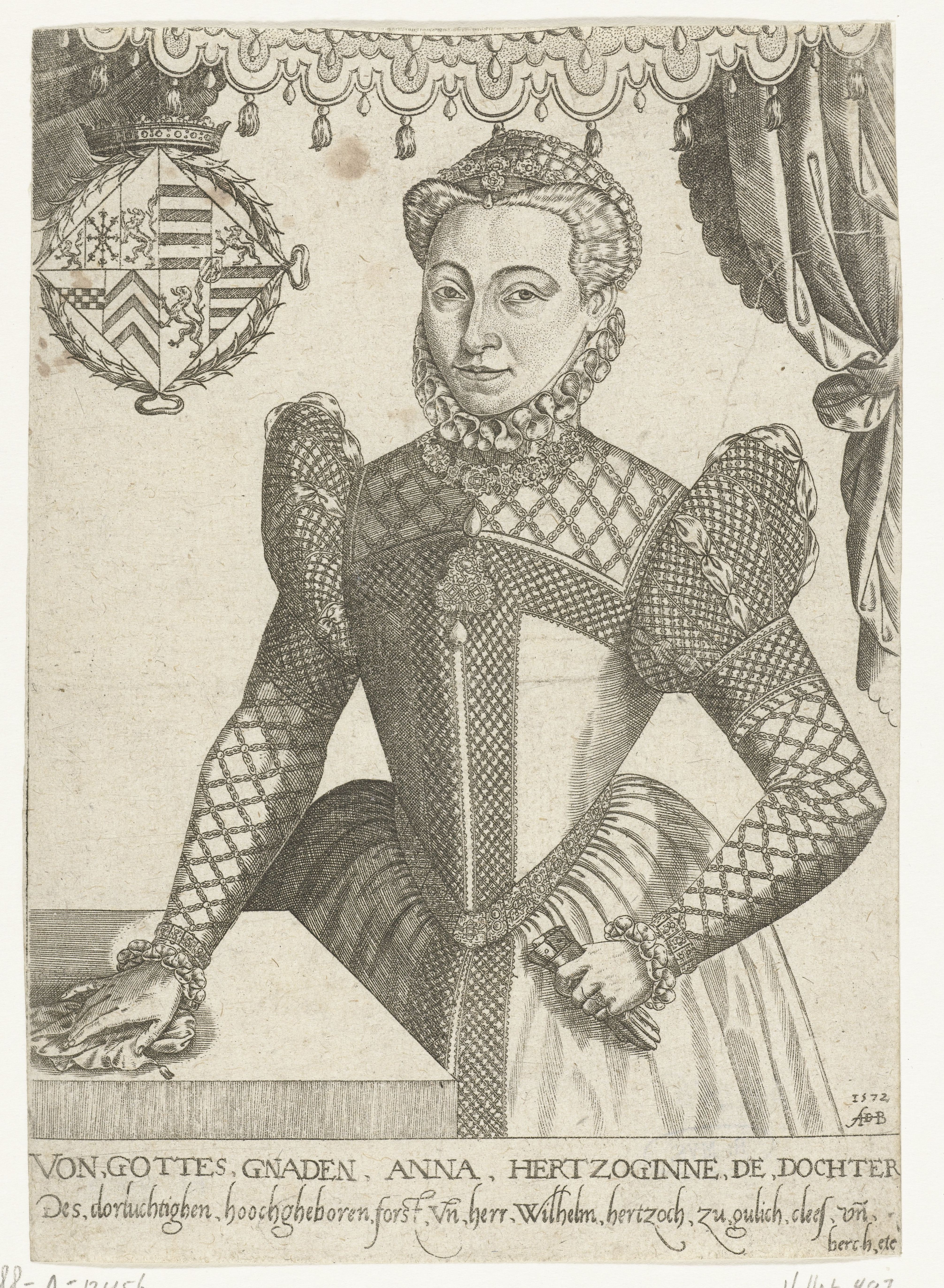
Анна Клевська

У 22 років стала дружиною пфальцграфа та герцога Нойбургу Філіпа Людвіга, якому за кілька днів виповнювалося 27. Весілля пройшло 27 вересня 1574 року в Нойбурзі. Від початку герцог мав намір одружитися зі старшою сестрою Анни, однак та восени 1573 року вступила в нлюб з герцогом Пруссії Альбрехтом Фрідріхом. Як удовину долю Анна отримала Лутцинген і Гохштедт. За шлюбним контрактом Філіп Людвіг також зобов'язувався збудувати для дружини відповідну її статусу удовину резиденцію.
Оселилися у Нойбурзькому замку на березі Дунаю. Також мали мисливський замок Ґрюнау у тугайових лісах. У шлюбі народила восьмеро дітей.
Релігійна байдужість Дюссельдорфу призвела навіть до того, що після шлюбу принцеси виникли сумніви у її релігійній приналежності. Втім, вони швидко припинилися. Протягом усього життя Анна віддано вивчала Біблію та вчення протестантської церкви. Також полюбляла прогулянки у сільській місцевості, виявляла великий інтерес до світу рослин і тварин, цікавилася фармацевтичними питаннями.
Зі смертю бездітного молодшого брата герцогині у 1609 році, Юліх-Клеве-Берг залишився без спадкоємця, й Філіп Людвіг заявив про свої права на ці землі. Чоловіки або родичі сестер Анни зробили те саме, й це дало початок війні за Клевський спадок. Конфлікт був частково вичерпаний Ксантенським миром у листопаді 1614 року, за яким Пфальц-Нойбургу відійшли Юліське і Берзьке герцогства, а також землі Равенштайну, а решту отримав Бранденбург. Втім, війська союзників виведені не були, і фактично суперечка тривала до 1666 року.

### Останні роки

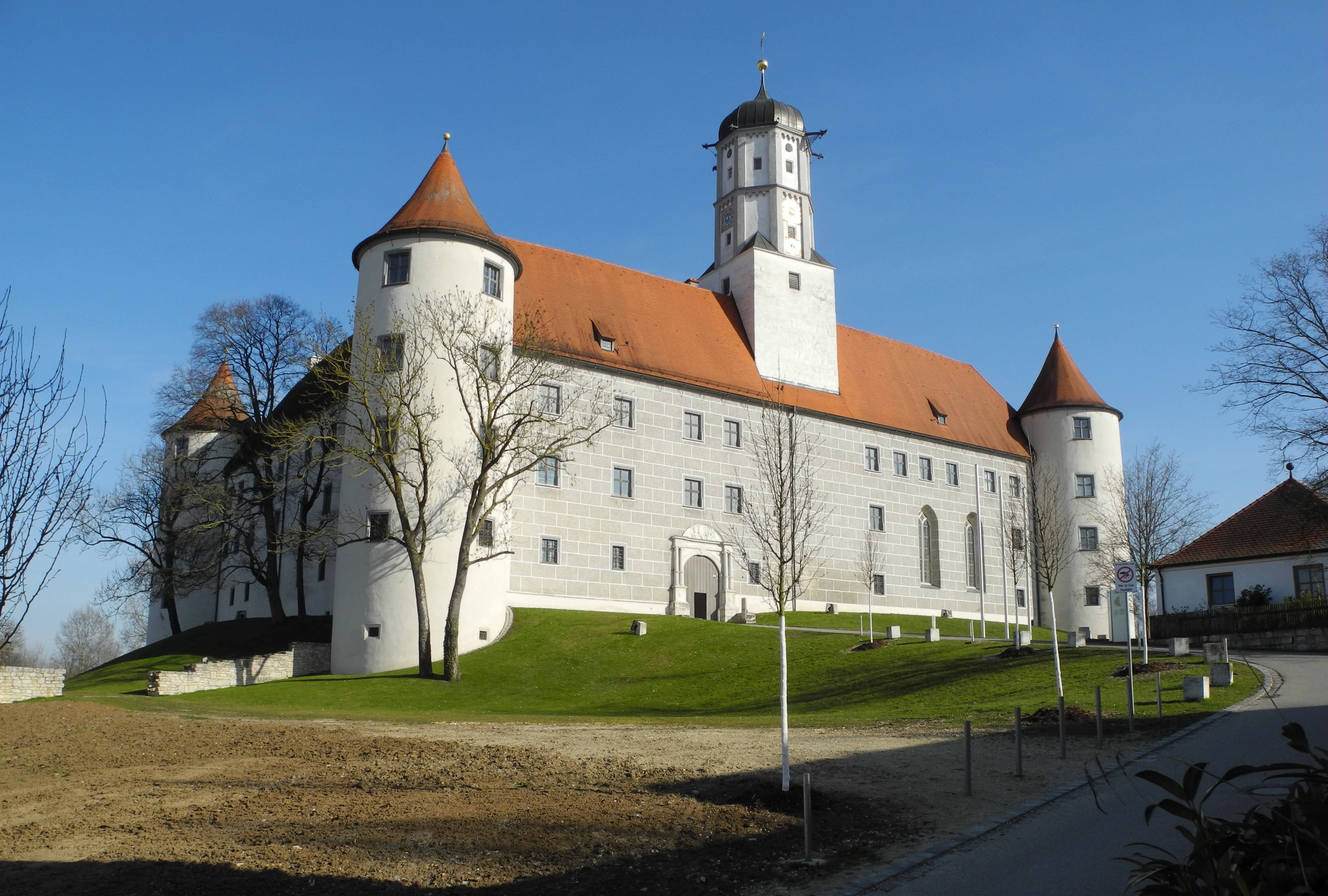
Замок Гохштедт

Оскільки Філіп Людвіг помер у серпні 1614 року, Анна передала свої права на батьківське герцогство їхньому старшому синові, незважаючи на перехід того у католицтво, хоча й була глибоко вражена цим вчинком. Вольфганг Вільгельм у договорі від 5 травня 1615 року підтвердив удовині землі матері. Сама герцогиня до кінця життя сповідувала протестантизм, про що свідчить розпис замкової каплиці Гохштедту, який зберігся до нашого часу. Від 1615 року і до самої смерті Анна мешкала в Гохштедті.
Пішла з життя 16 жовтня 1632 року у розпал Тридцятилітньої війни. Була похована у 1633 році у князівській крипті церкви Святого Мартіна в Лауїнгені.

## Родина

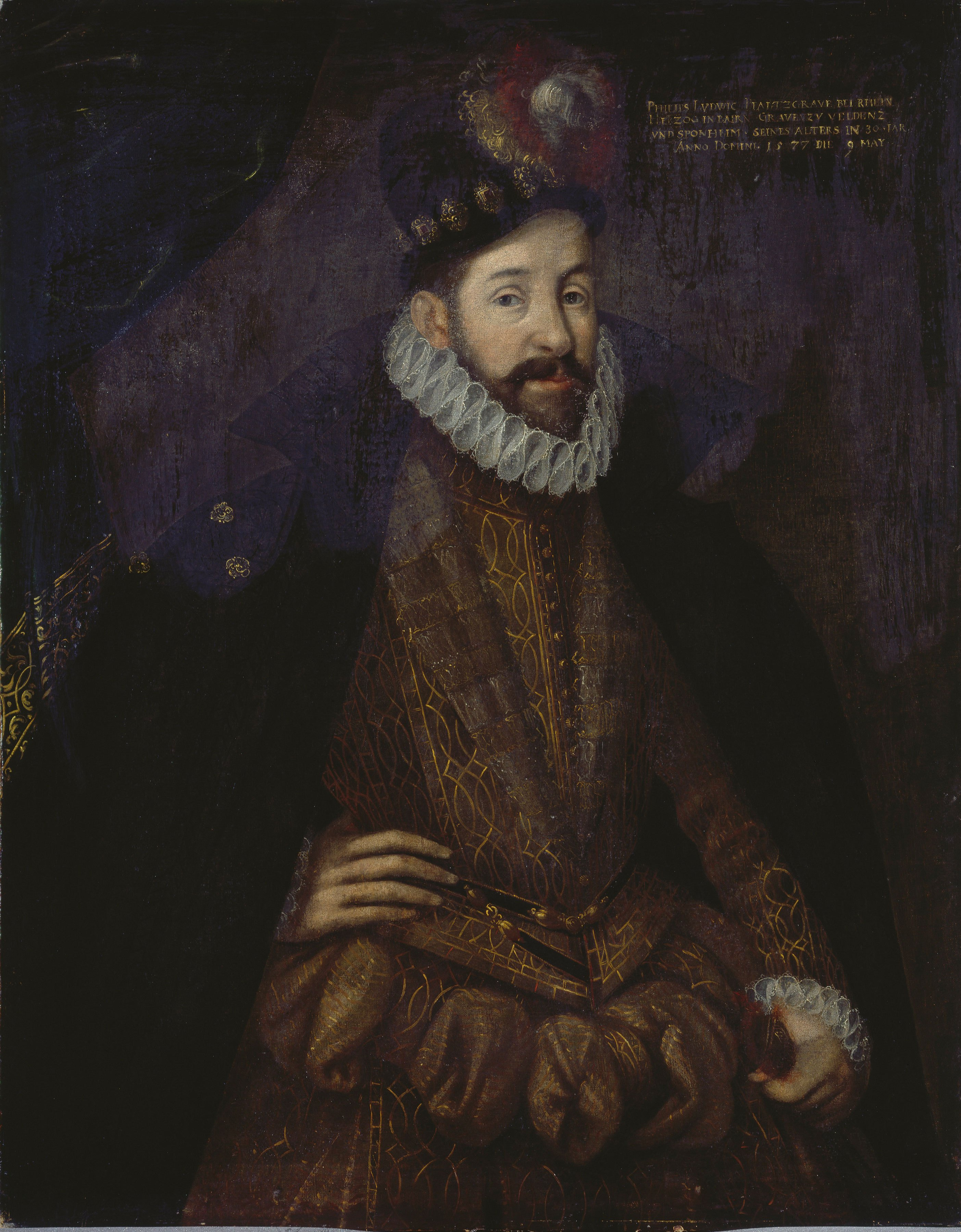
Портрет Філіпа Людвіга пензля невідомого майстра, 1577

Чоловік — Філіп Людвіг, пфальцграф та герцог Нойбургу
Діти:
- Анна Марія (1575—1643) — дружина герцога Саксен-Веймару Фрідріха Вільгельма I, мала шестеро дітей;
- Доротея Сабіна (1576—1598) — одружена не була, дітей не мала;
- Вольфганг Вільгельм (1578—1653) — пфальцграф та герцог Нойбургу, а також герцог Юліх-Бергу у 1614—1653 роках, був тричі одруженим, мав трьох дітей, з яких дорослого віку досяг лише старший син;
- Оттон Генріх (1580—1581) — прожив 4 місяці;
- Август (1582—1632) — пфальцграф та герцог Зульцбаху у 1614—1632 роках, був одруженим із Ядвіґою Гольштейн-Готторптською, мав семеро дітей;
- Амалія Ядвіґа (1584—1607) — одружена не була, дітей не мала;
- Йоганн Фрідріх (1587—1644) — пфальцграф та герцог Гільпольштайну, був одруженим із Софією Агнесою Гессен-Дармштадтською, мав восьмеро дітей, які померли в ранньому віці;
- Софія Барбара (1590—1591) — прожила півтора роки.

## Вшанування
- У дворі Нойбурзького замку встановлена статуя герцогині Анни.[10]